# キリ (クリームチーズ)

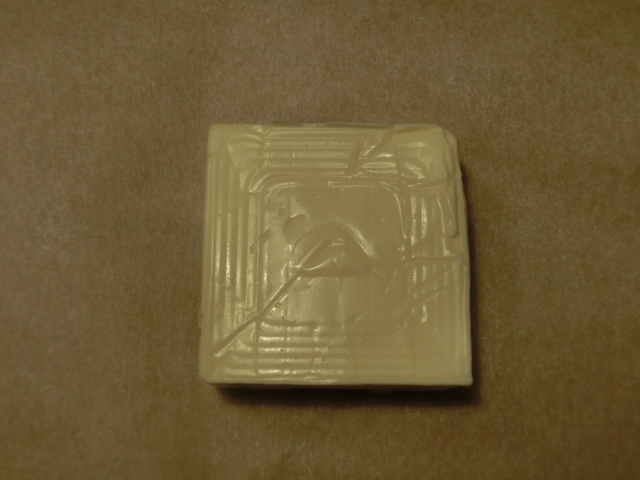
キリ ポーション

キリ (Kiri) はフランスのフロマジェリーベル（ベルグループ）が1966年に販売開始したクリームチーズである。同社の主力ブランドのひとつであり、世界100ヶ国以上に輸出されている。フランスで「キリ」を知らない人はいないという。
日本ではベルジャポンが輸入し、伊藤ハムが販売している。
なお、同じ発音のLa vache qui ritブランドは、同じベルグループに属するがKiriとは別で、日本でのブランド名は「ラッフィングカウ」。

## 商品概要
- 単品チーズの包装形態: スプレッドタイプ、ポーション（小分け）タイプ、ブロック（塊）タイプ[5]
- キリ&スティックはグリッシーニというクラッカーとチーズディップのセット[6]

## 事件
2013年に、「キリ・クリームチーズ」に金属片が混入していたのが見つかったため自主回収を行なった。